# Vårljung
Vårljung (Erica carnea) är en ljungväxtart. Vårljung ingår i släktet klockljungssläktet, och familjen ljungväxter.

## Underarter
Arten delas in i följande underarter:
- E. c. carnea
- E. c. occidentalis

## Bildgalleri

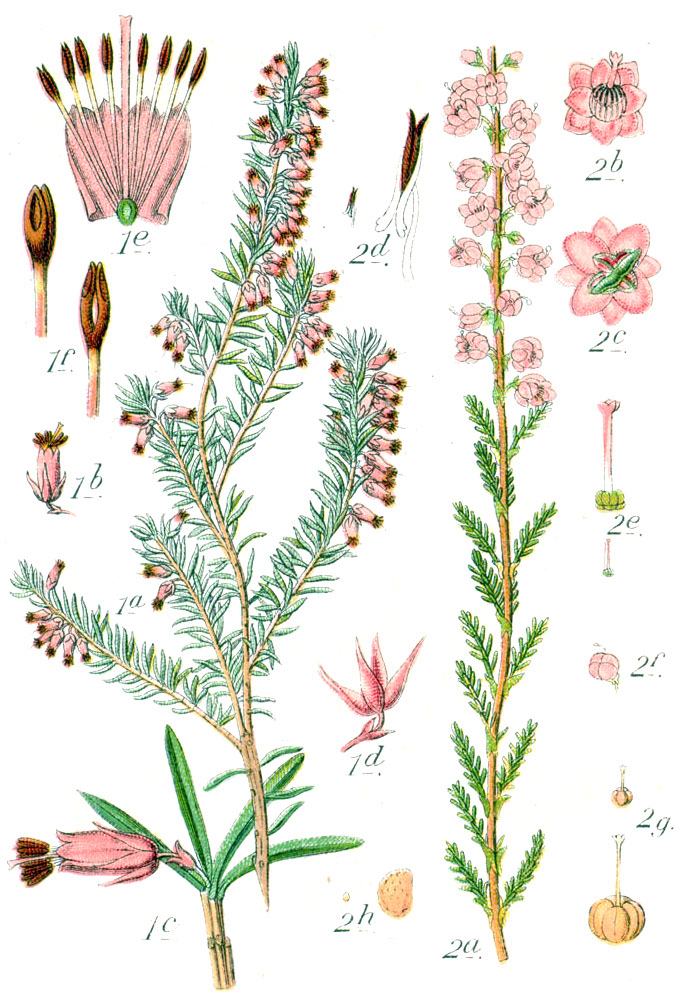
Erica carnea och Calluna vulgaris.
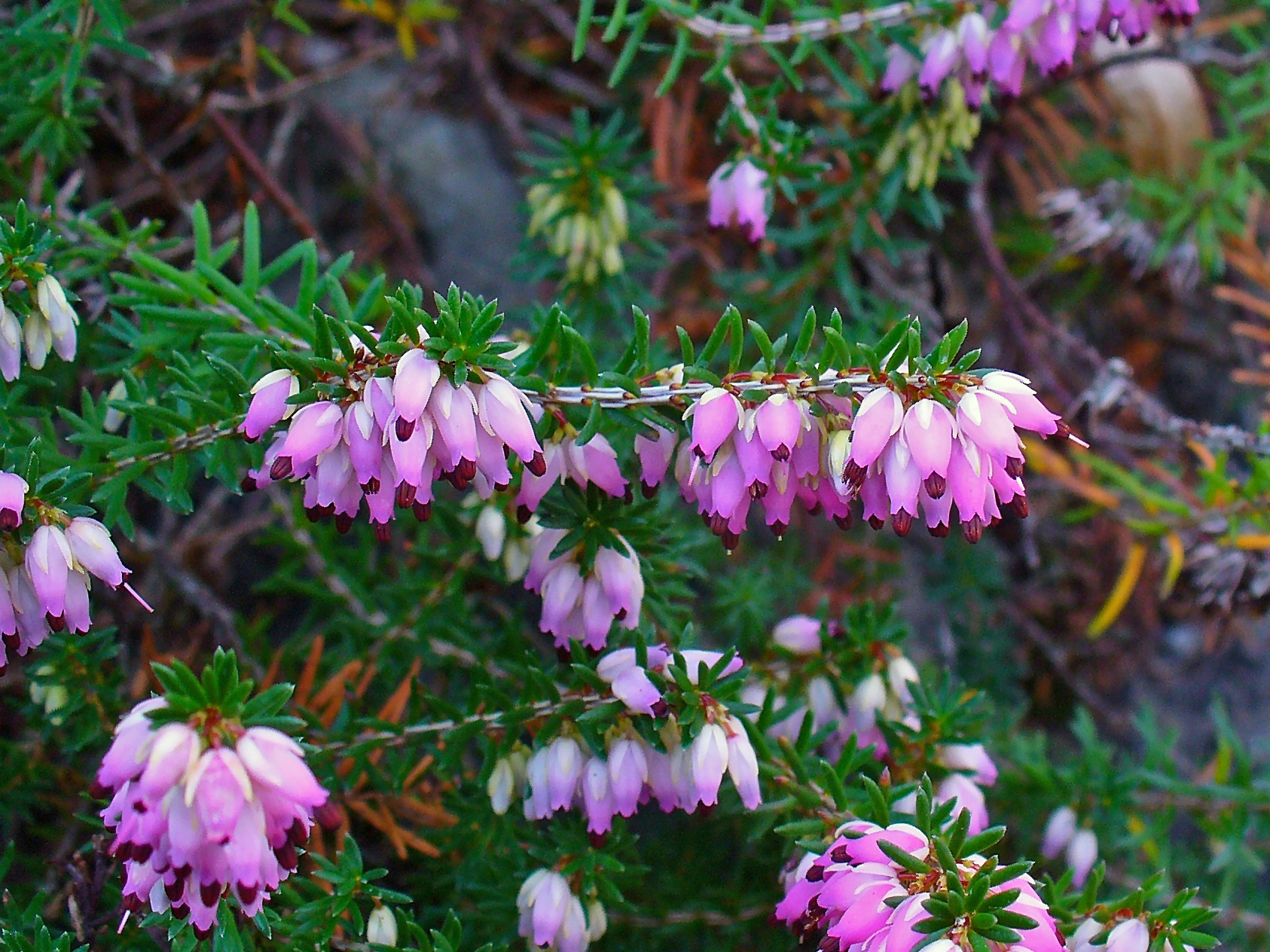
Erica carnea.
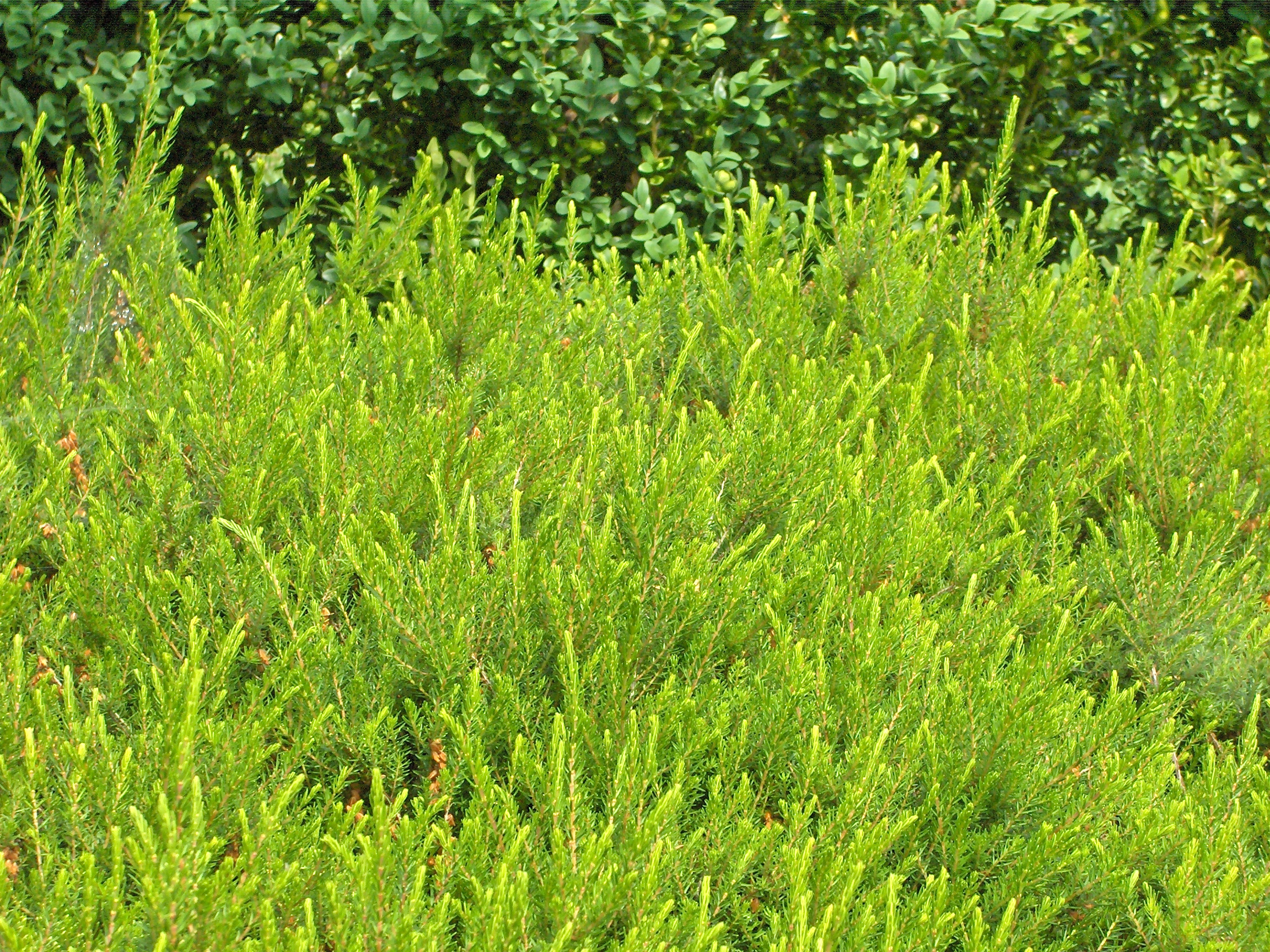
Erica carnea ”Springwood”.
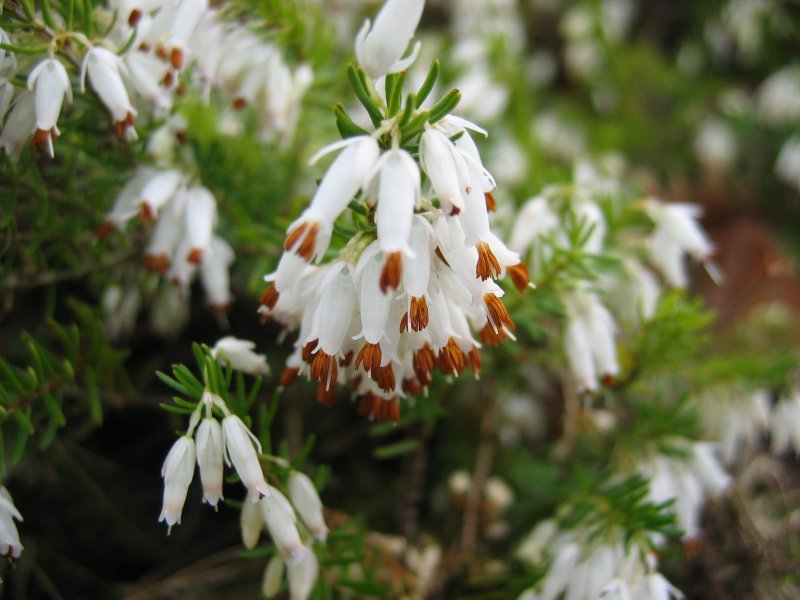
Erica carnea alba.
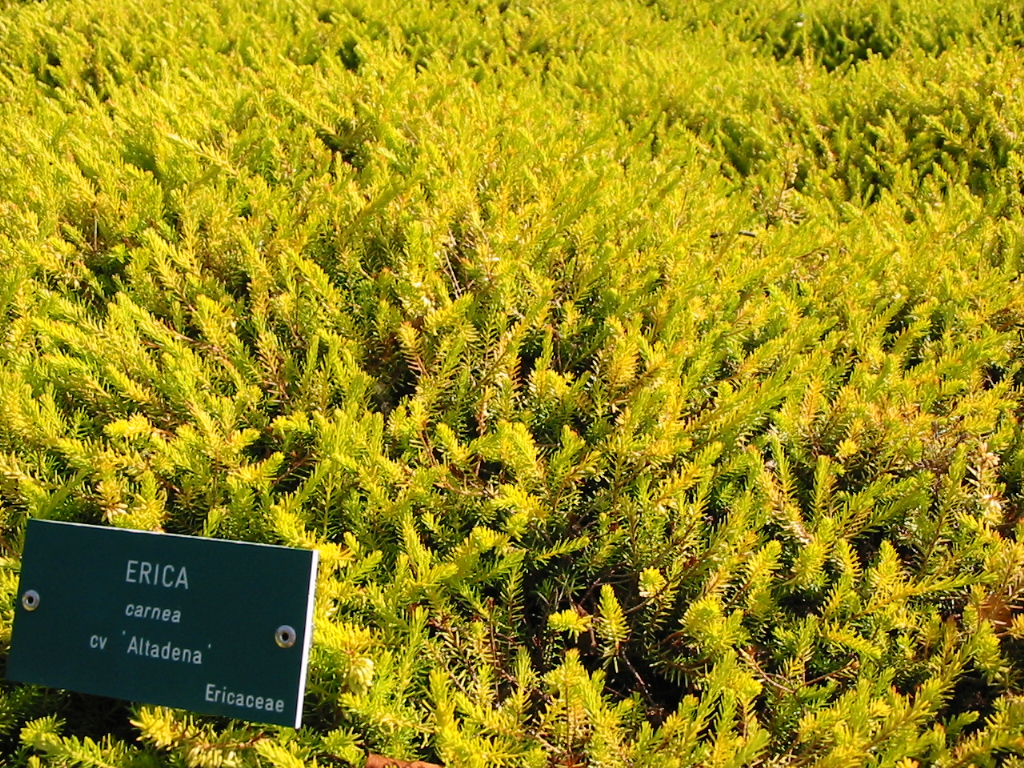
Erica carnea ”Altadena”.